# Рагенфред
Рагенфре́д (умер в 731) — майордом Нейстрии (714—719), герцог Анжера (719—731).

## Биография
В 714 году Рагенфред был избран майордомом нейстрийской знатью в результате восстания против майордома Теодоальда, малолетнего сына скончавшегося в декабре прошлого года Пипина Геристалского. На первом этапе войны союзником Рагенфреда был король Фризии Радбод.
В 715—716 годах Рагенфред и его союзники фризы одержали над своими противниками австразийцами две победы — при Компьене и при Кёльне. Однако уже в 716 году в сражении на реке Амблев они были разбиты Карлом Мартеллом, новым лидером австразийцев. В 717 и 719 годах Рагенфред и его новые союзники — король Хильперик II и герцог Эд Аквитанский — потерпели ещё два поражения от войска Карла Мартелла: при Венси и при Суасоне.
После второго поражения Рагенфред бежал в Анжер, где создал полунезависимое от власти Карла Мартелла герцогство, которым управлял до самой смерти.